# Rémy Descamps
Rémy Descamps (Marcq-en-Barœul, 1996. június 25. –) francia utánpótlás válogatott labdarúgó, a Lyon játékosa.

## Pályafutása
A Paris Saint-Germain sajátnevelésű játékosa. 2018 januárjában kölcsönben a Tours csapatánál 21 tétmérkőzésen lépett pályára. Január 12-én a Chartres elleni kupa mérkőzésen mutatkozott be. Augusztus 21-én ismét kölcsönbe került, a Clermont Foot csapatánál három nappal később az FC Sochaux-Montbéliard elleni másodosztályú bajnoki mérkőzésen debütált. 2019 augusztusában a belga Charleroi szerződtette Rémy Riou pótlására. 2021. június 23-án visszatért Franciaországba és a Nantes csapatához írt alá három évre. A 2021–22-es szezonban francia kupát nyert a csapattal.
2024. augusztus 23-án hároméves szerződést írt alá az Olympique Lyon csapatával.

## Sikerei, díjai
- Nantes
  - Francia kupa: 2021–22[6]